# Nausica (Joan Maragall)
Nausica és l'obra pòstuma Joan Maragall, escrita entre 1908 i 1911. És considerada una de les més grans tragèdies gregues de la dramatúrgia catalana. Tracta de la història de la princesa adolescent Nausica, filla del rei Alcinous, i de l'heroi ja madur Ulisses. Inspirant-se en Nausikaa de Johann Wolfgang von Goethe, Maragall descriu la tornada d'Ulisses a les seves terres d'origen, Itaca, guiat per la veu d'un poeta cec. Nausica, és la trobada d'un desconegut que arriba a terra estrangera, home madur que es troba amb la bogeria i l'ànim adolescent de Nausica, però que no la pot tenir. El tràgic final de Goethe projectava el suïcidi de Nausica, acomiadada d'Ulisses, en canvi, el de Maragall es limita a acomiadar amb llàgrimes la jove de l'heroi, acceptant tots dos els seus inapelables destins.

## Acte I
Esbós escenogràfic d'Adrià Gual per a l'acte I de l'obra Nausica de Joan Maragall, estrenada per l'ECAD al teatre Eldorado de Barcelona el dia 6 de març de 1921. L'acte I es desenvolupa en el jardí de la donzella. El joc de Nausica amb les seves amigues transcorre aquí al voltant d'un arbre esquemàtic i molt sintètic de fulles ondulants. Es tracta d'un quadre plàstic molt subtil i concís en el que, Gual, evoca els dibuixos de la ceràmica grega antiga.